# Aérodrome de Gagnoa
L'Aéroport de Gagnoa est un aéroport desservant Gagnoa en Côte d'Ivoire.